# Inre Rödingstjärnen
Inre Rödingstjärnen är en sjö i Bodens kommun i Norrbotten och ingår i Luleälvens huvudavrinningsområde.